# 安泰街道 (庆安县)
安泰街道，是中华人民共和国黑龙江省绥化市庆安县下辖的一个乡镇级行政单位。

## 行政区划
安泰街道下辖以下地区：
庆盛社区、庆丰社区和庆和社区。